# Simo Laaksonen

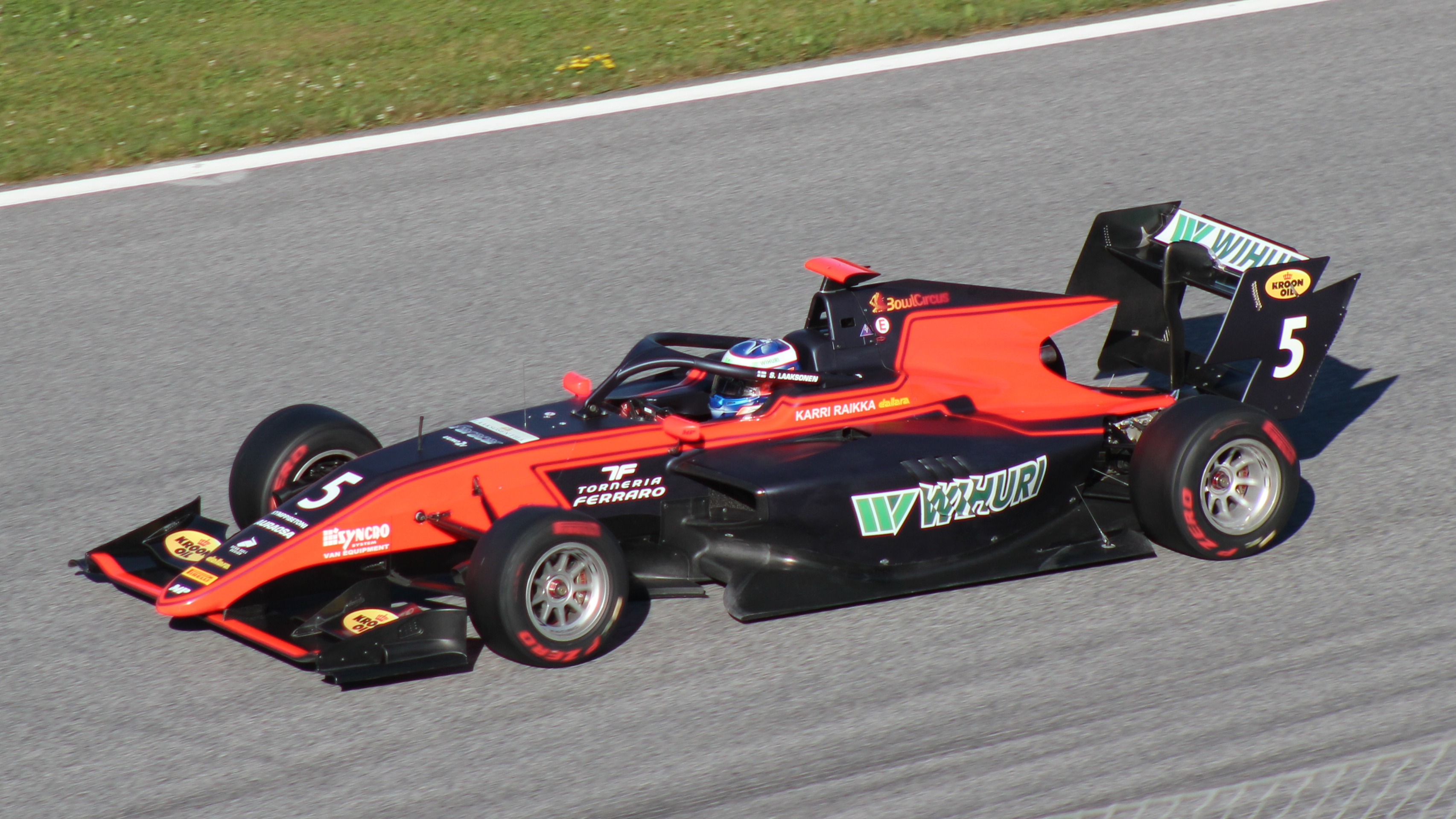
Simo Laaksonen beim Formel-3-Rennen in Spielberg 2019

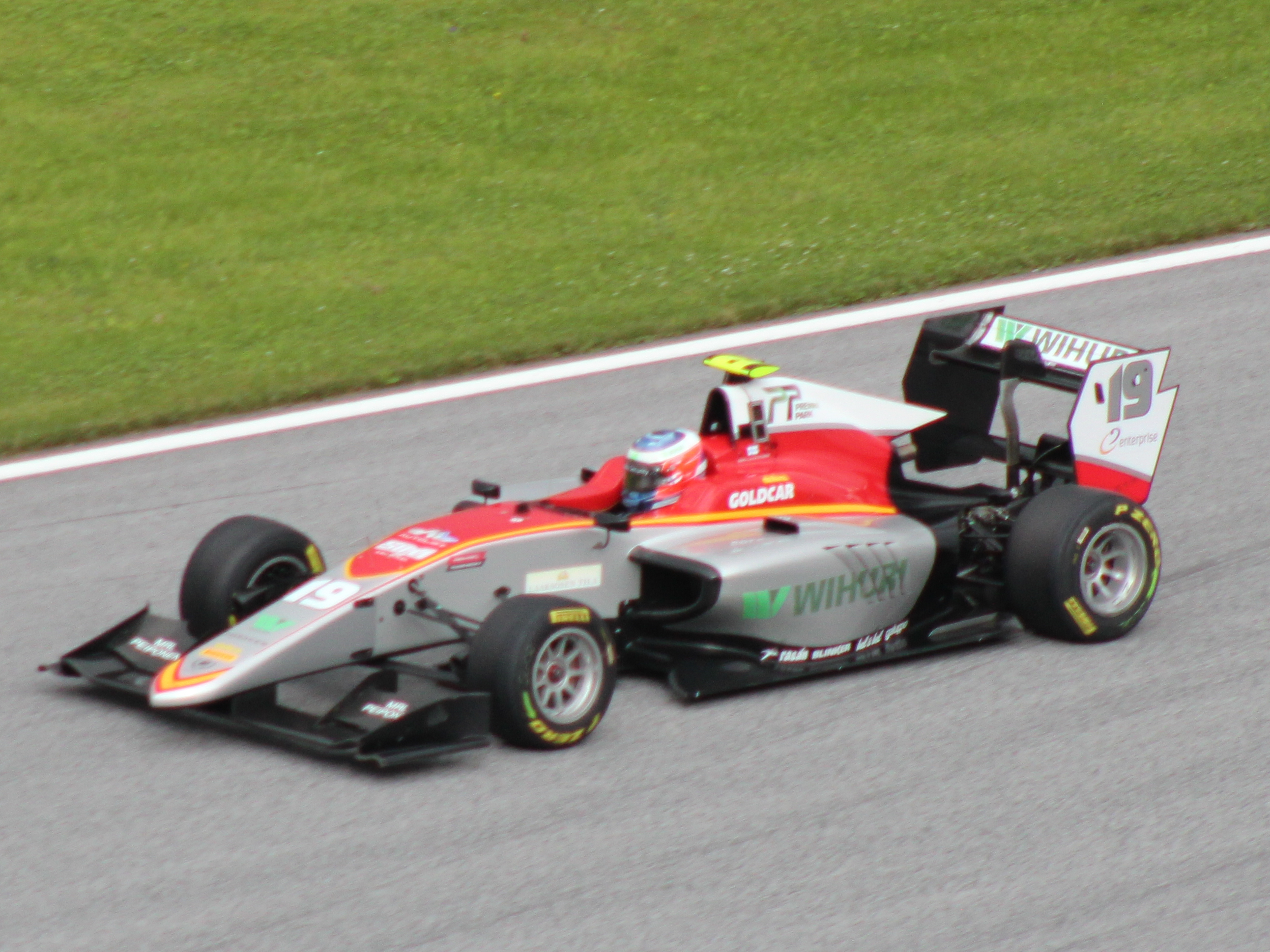
Simo Laaksonen beim ersten GP3-Rennen in Spielberg 2018

Simo Laaksonen (* 10. September 1998) ist ein finnischer Automobilrennfahrer. Er startete 2018 in der GP3-Serie.

## Karriere
Laaksonen begann seine Motorsportkarriere 2009 im Kartsport, in dem er bis 2013 aktiv blieb. Er gewann 2012 die finnische KF3-Meisterschaft und wurde 2013 Zweiter in der finnischen KF2-Meisterschaft. 2013 nahm er zudem an der Kart-Europa- und Weltmeisterschaft teil.
2014 wechselte Laaksonen in den Formelsport und debütierte in der französischen F4-Meisterschaft. Mit einem zweiten Platz als bestem Ergebnis erreichte er den 17. Gesamtrang. 2015 blieb Laaksonen in der französischen F4-Meisterschaft und gewann sein erstes Rennen. Er verbesserte sich auf den sechsten Platz der Fahrerwertung. Zudem bestritt er einige Rennen in der nordeuropäischen Formel-4-Meisterschaft 2015. 2016 wechselte Laaksonen zu Motopark in die deutsche Formel-4-Meisterschaft. Mit einem Sieg und einem zweiten Platz erreichte er zwei Podiumsplatzierungen, mit denen er Meisterschaftsrang elf belegte.
2017 wechselte Laaksonen zu Campos Racing in die Euroformula Open. Er stand zweimal auf dem Podest und schloss die Saison auf dem sechsten Platz der Fahrerwertung ab. Mit 100 zu 98 Punkten setzte er sich dabei intern gegen Thiago Vivacqua durch. 2018 blieb Laaksonen bei Campos Racing und erhielt ein Cockpit für die GP3-Serie.

## Statistik

### Karrierestationen
| - 2009–2013: Kartsport - 2014: Französische F4 (Platz 17) - 2015: Französische F4 (Platz 6) | - 2015: Nordeuropäische Formel 4 (Platz 11) - 2016: Deutsche Formel 4 (Platz 11) - 2017: Euroformula Open (Platz 6) | - 2018: GP3-Serie |